# Nils Antons
Nils Antons (* 17. September 1979 in Düsseldorf) ist ein ehemaliger deutscher Eishockeyspieler, der für die Eisbären Berlin, Hamburg Freezers, Iserlohn Roosters und die Düsseldorfer EG in der Deutschen Eishockey Liga aktiv war.

## Karriere
Antons spiele bis zum Alter von 16 Jahren für seinen Heimatverein Düsseldorfer EG, ehe er 1996 beim CHL Import Draft in der zweiten Runde an 68. Stelle von den Kamloops Blazers ausgewählt wurde und daraufhin nach Nordamerika wechselte. Nach zwei Jahren bei den Blazers in der kanadischen Juniorenliga Western Hockey League begann er ein Naturwissenschafts-Studium an der University of British Columbia und spielte für das dortige Eishockeyteam.
Zur Saison 2003/2004 kehrte er nach Deutschland zurück und schloss sich den Eisbären Berlin an, mit denen er nach dem ersten Platz der Hauptrunde in den Playoffs erst im Finale an den Frankfurt Lions scheiterte. Die folgende Spielzeit verbrachte er bei dem anderen, von Philip F. Anschutz finanzierten, Klub der Liga, den Hamburg Freezers. Zu Anfang der Saison 2005/06 war er wieder in Nordamerika, um erneut zu studieren. Doch nach dem Weggang von Mark Etz bei den Iserlohn Roosters, fragten die Iserlohner bei Antons an und ab dem 5. Oktober 2005 spielte er im Sauerland, wo schon sein Vater Heiko Antons in den 1970er Jahren auflief.
Zur Saison 2006/07 kehrte er für ein Jahr nach Düsseldorf zu den DEG Metro Stars zurück. Sein Vertrag wurde jedoch nicht verlängert. Daraufhin beendete Antons seine Karriere und widmete sich seinem Medizinstudium. 
Nach dem Ende seiner Spielerkarriere absolvierte Nils Antons ein Medizinstudium und wurde Facharzt für Orthopädie und Unfallchirurgie. Von 2013 bis 2020 gehörte er in dieser Funktion mehrfach zum Betreuerstab deutscher Eishockeynationalmannschaften im Senioren- und Jugendbereich bei Weltmeisterschaften und weiteren Turnieren und Lehrgängen.

## Erfolge und Auszeichnungen
- 1995 Deutsche Jugendmeisterschaft mit der Düsseldorfer EG

## Karrierestatistik

### International
Vertrat Deutschland bei:
- U18-Junioren-Europameisterschaft 1997

(Legende zur Spielerstatistik: Sp oder GP = absolvierte Spiele; T oder G = erzielte Tore; V oder A = erzielte Assists; Pkt oder Pts = erzielte Scorerpunkte; SM oder PIM = erhaltene Strafminuten; +/− = Plus/Minus-Bilanz; PP = erzielte Überzahltore; SH = erzielte Unterzahltore; GW = erzielte Siegtore; 1 Play-downs/Relegation; Kursiv: Statistik nicht vollständig)